# WinG
WinG標準，Windows Games的縮寫，是一個為了在微軟Windows9x作業系統環境中玩遊戲所設計的應用程式介面。在WinG之下，遊戲能直接存取視訊框架緩衝器以提升速度。:W-18微軟在1994年遊戲開發者大會上公佈了WinG，並透過id Software的毀滅戰士進行演示。WinG後來被作為Windows API當中的DirectX所取代。